# تمکین (احترام)

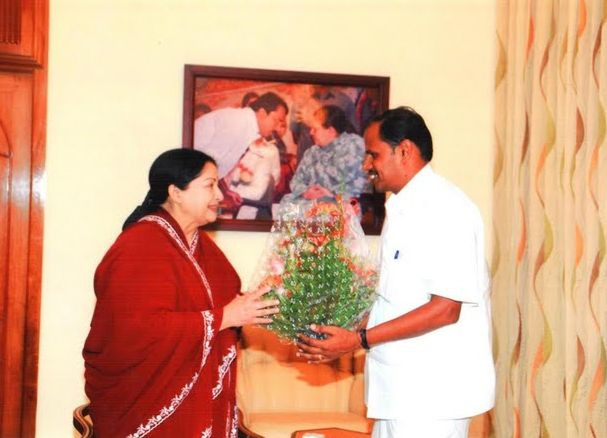
تمکین

تمکین (انگلیسی: Deference) شرط تسلیم در برابر نفوذ مشروع مافوق یا موضوع برتر از خود است. تمکین به معنای تسلیم شدن یا سر فرو آوردن در برابر قضاوت یک مافوق شناخته شده، به دلیل احترام است. تمکین به‌طور گسترده توسط دانشمندان علوم سیاسی، جامعه شناسان و روانشناسان مورد مطالعه قرار گرفته‌است.